# Allegationes
Las Allegationes (Alegaciones) es un pequeño escrito de Francesc Eiximenis en lengua latina datado entre 1398 y 1408 y escrito en Valencia. El erudito Albert Hauf transcribió y editó este opúsculo en 1986.

## Origen
Entre 1398 y 1408 hubo en la ciudad de Valencia una disputa entre la jurisdicción civil y eclesiástica. El origen de la disputa en concreto fue sobre el fuero de los clérigos. El Justicia del Reino de Valencia mandó desarmar a los clérigos que llevaban armas públicamente. El obispo de Valencia, Hug de Llupià (íntimo amigo de Eiximenis, quien le había dedicado su Pastorale), exigió que los clérigos fueran juzgados por el fuero eclesiástico, y pidió también que se le entregasen las armas retiradas a estos clérigos. También se planteó otra cuestión entre el Maestro de la Orden de Montesa y el rey de Aragón. Para resolver todos estos conflictos, se recurrió al arbitraje de dieciséis personas importantes del Reino, la mayoría juristas, pero también algunos eclesiásticos, como Eiximenis. La parte de este dictamen de arbitraje correspondiente a Francesc Eiximenis (que por fuerza ha de ser anterior a 1409, año de su muerte), es lo que conocemos por Allegationes.

## Contenido
Este escrito es clave para conocer las ideas teocráticas de Eiximenis. La argumentación que da aquí Eiximenis se repite a menudo en otras partes de su obra, donde justifica la teocracia papal, como los capítulos 75-81 y 234 del Primer del Crestià, o la cuarta parte (capítulos 396-466) del Dotzè del Crestià.
De entre los argumentos y autores que cita, podemos destacar los siguientes:
- La bula Unam Sanctam (Una Santa) del papa Bonifacio VIII.
- De consideratione (Sobre la consideración) de San Bernardo de Claraval.
- De sacramentis (Sobre los sacramentos) de Hugo de San Víctor.
- Liber de personis ecclesiasticis (Libro de las personas eclesiásticas) de san Isidoro de Sevilla.
- La Donación de Constantino.
- El canonista Enrique de Segusio (más conocido como el cardenal Ostiense, o simplemente el Ostiense) en diversas obras.

Al final, para corroborar su argumentación, cuenta cómo todos aquellos monarcas que han atacado y perseguido la Iglesia, han acabado mal, como dando a entender que Dios los ha castigado. Y pone al final un monarca al cual él le tiene especial animadversión a lo largo de toda su obra, Federico II Hohenstaufen, si bien el tratamiento que hace respecto a este monarca siempre es muy delicado, pues los reyes de la Corona de Aragón eran sus descendientes a consecuencia del matrimonio de Constanza de Sicilia, nieta suya, con Pedro el Grande.

## Ediciones digitales
- Edición dentro de las obras completas de Francesc Eiximenis on line (en catalán y en latín) Archivado el 2 de abril de 2012 en Wayback Machine..